# 샤덴프로이데

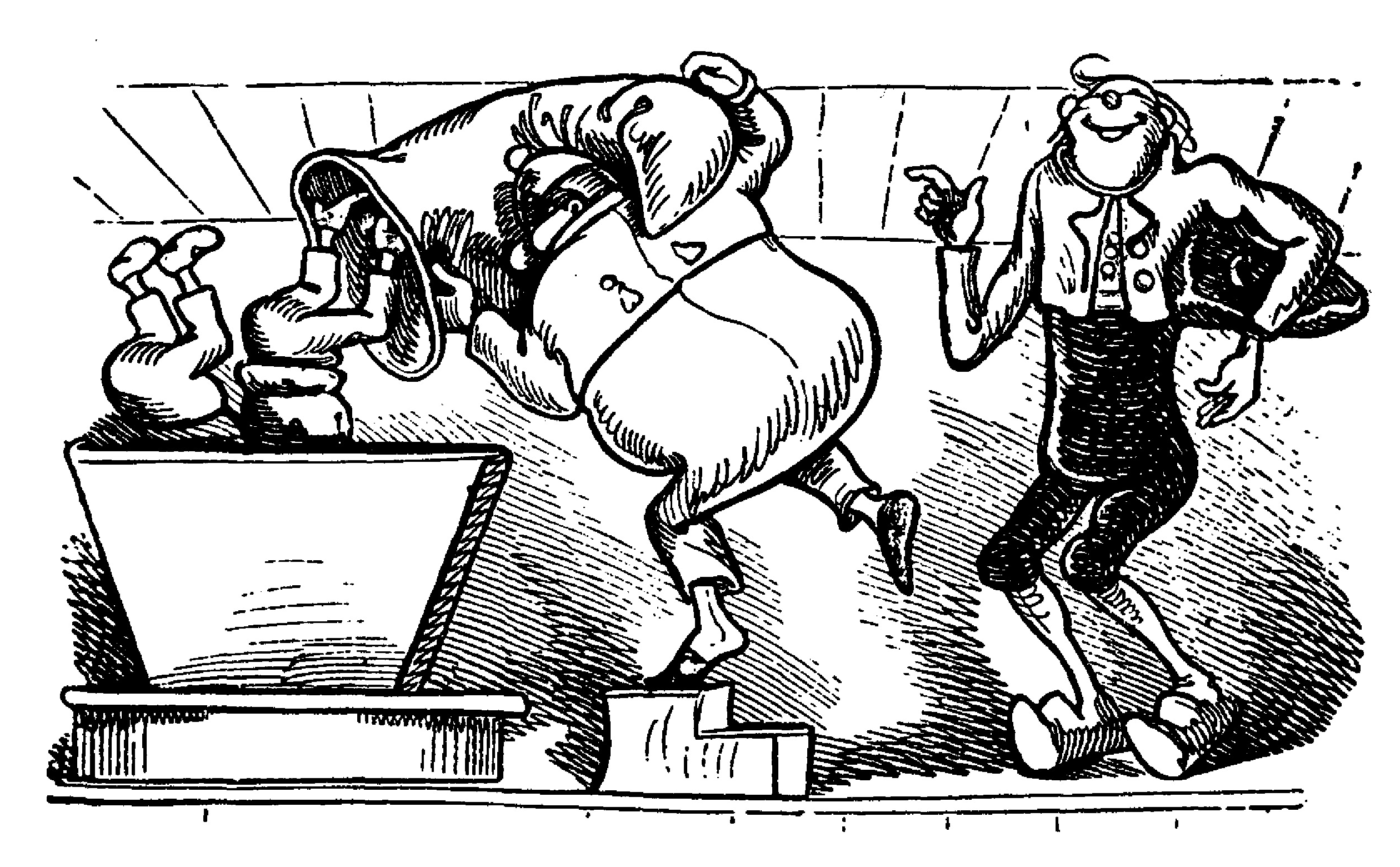

샤덴프로이데(독일어: Schadenfreude, 또는 드물게 Schadensfreude)는 남의 불행이나 고통을 보면서 느끼는 기쁨을 말한다.
상반되는 뜻을 담은 두 독일어 단어 'Schaden' (손실, 고통)과 'Freude' (환희, 기쁨)의 합성어이다. 독일에서 유래된 용어이나 다른 언어권으로도 차용되었다. 영어, 프랑스어, 이탈리아어, 스페인어, 포르투갈어, 폴란드어 등에서는 독일어 원어를 그대로 차용했다. 덴마크어와 노르웨이어로는 'skadefryd'로 직역되었고, 스웨덴어로는 'skadeglädje', 핀란드어로는 'vahingonilo'로 번역되었다. 네덜란드어로는 'leedvermaak', 러시아어, 우크라이나어, 불가리아어로는 'злорадство'라고 번역되었다.
관련된 한국어 낱말로는 형용사“고소하다”와 명사 겸 감탄사 “잘코사니”가 있다. 단, 사전상으로는 “잘코사니”는 주로 미운 사람이 고통받을 때 쓰인다.
샤덴프로이데와 반대되는 개념으로는 불교의 무디타 (팔리어, 산스크리트어: मुदिता, Muditā)를 예로 들 수 있다. 무디타는 타인의 행복을 보고 느끼는 기쁨이다.

## 어원
샤덴프로이데는 독일에서 유래된 단어다. “상처, 아픔”을 뜻하는 Schaden과, “즐거움”을 뜻하는 Freude의 합성어이다. 미국에서는 1852년에서 1867년 사이에 영어 단어로 처음 언급되었고, 1895년에 영어단어로서 쓰이기 시작하였다. 독일에서는, 1740년대에 처음으로 증명(언급 혹은 사용)되었다.
'보통명사'라는 말은 영어로써 널리 쓰이지 않았다. 그렇지만 '샤덴프로이데'는 독일어적인 특성으로 인해 널리 통용된다.(영어식 표현으로서 널리 쓰이지 않았지만, 독일어식 표현으로서는 널리 통용되었다)

## 심리적 원인
연구자들은 샤덴프로이데를 일으키게 하는 3가지로는 공격성, 경쟁성, 공평성이 관련있다는 것을 발견하였다.
자부심은 개인이 경험하는 샤덴프로이데의 빈도와 정도와 부적 관계성있다; 자부심이 낮은 개인들은 샤덴프로이데를 더 자주 그리고 더 강하게 경험하는 경향이 있다. 반대의 경우 또한 높은 자부심을 지닌 개인은 샤덴프로이데를 덜 자주 그리고 감정적으로 덜 강하게 경험하게 된다.
이러한 정반대의 관계는 인간이 자신과 공동체의 정체성과 자아를 정의하고 보호하려는 심리적 경향을 통해 중개된다는 가설이 있다. 특히, 자부심이 높은 사람일 경우, 다른 사람의 실패를 보는 것이 작은(사실상 무시해도 될 정도의) 자신감이 치밀어오르는 것을 가졌다는데 이는 관찰자의 높은 자부심은 눈에 띄게 실패한 인간이 본인의 지위나 정체성을 멈춘다는 위협을 상당하게 낮추기 때문이다. 이 개인의 자신감 때문에, 주변 환경과 상관없이, 다른 사람의 성공과 실패는 그들의 지위나 상태에 전혀 영향을 미치지 않고, 그들은 긍정적이든 부정적이든 다른 사람의 상태에 감정적인 투자를 거의 하지 않는다.
반대로, 자존감이 낮은 사람들은, 성공한 사람들이 그들의 자아를 위협하고 이 ‘강력한’ 사람들의 나락이 그들의 편안함의 원천이 되는데 이는 그들은 그들의 내부나 공동체내 입지에서 향상적인 관련을 인식하기 때문이다.
- 공격성이 기반인 샤덴프로이데는 그룹 정체성을 주로 포함한다. 다른 사람의 고통을 관찰하는 즐거움은 관찰자의 감정에서부터 온다. 이건 본질적으로, 그룹 대 그룹 상하관계에서 기반한 것이다.
- 경쟁성이 기반인 샤덴프로이데는 개인과 대인관계에 관련된 경쟁에 관련되어 있다. 동료보다 뛰어나고 더 나은 결과를 내고 싶어하는 바람에서부터 유발된다. 다른 사람의 불행이 유발하는 기쁨에 기반되어 있다. 이는 공격성과는 달리 그들의 개인적 정체성과 자신감과 관련될 때 더 나은 기분을 느끼기 때문이다.
- 공정성이 기반인 샤덴프로이데는 부도덕적이거나 나쁜 것이 처벌 받을 때에 나오는 행동에서 비롯된다. 나쁜 사람이 해를 받거나 처벌을 받는 과정을 바로보는 것에서 기쁨을 느끼는 것이다. 여기서 느끼는 샤덴프로이데는 사람들의 감정을 이전에 잘못된 것이 처벌받지 못했던 것을 받게 함으로써 공정하게 느끼게 만든다.

## 유의어
샤덴프로이데는 여러 다른 언어로 번역되어 있지만, 사전적인 하나의 단어는 존재하지 않는다. 영어로는 이 개념을 표현하는 다른 방법이 있다.
“Epicaricacy”는 그리스어 epichairekakia(아리스토텔레스가 처음 사용하였다)에서 빌려온 거의 사용되지 않는 직접적인 동일어이다.

## 같이 보기
- 크랩 멘탈리티
- 마조히즘
- 복수
- 슬랩스틱